# Colceresa
Colceresa ist eine  italienische Gemeinde (comune) mit 5911 Einwohnern (Stand 31. Dezember 2023) in der Provinz Vicenza in Venetien. Die Gemeinde liegt etwa 19 Kilometer nordnordöstlich von Vicenza.

## Geschichte
Mit der Nachbargemeinde Molvena wurde Mason Vicentino zur Kommune Colceresa zum 21. Februar 2019 zusammengeschlossen. Bekannt geworden ist die Landschaft durch den Kirschanbau (Ciliegia di Marostica).

## Gemeindepartnerschaften
Mit der französischen Gemeinde Louvigny im Département Calvados bestehen über den Ortsteil Molvena, mit der Gemeinde Saint-Germain-la-Blanche-Herbe ebenfalls im Département Calvados über Mason Vicentino Partnerschaften.

## Wirtschaft
Im Ortsteil Molvena befindet sich der Sitz des Modelabels Diesel. Hier wurde auch die Firma Dainese gegründet.

## Sehenswürdigkeiten
- Kirche von Molvena, neoklassizistischer Bau aus dem 18. Jahrhundert
- Barockkirche von Mure aus dem Jahre 1745 (Campanile erbaut 1838–1845)
- Christophoruskirche von Villa aus dem 18. Jahrhundert
- Andreaskirche von Mason Vicentino
- Franz-von-Assisi-Kirche in Villaraspa
- Villa Angaran delle Stelle aus dem Jahre 1486
- Villa Mastai Ferretti aus dem 18. Jahrhundert
- Villa Monastero di San Biagio Gualtiero aus dem 15. Jahrhundert
- Villa Pigati Ranzoli aus dem 18./19. Jahrhundert
- Villa Gasparotto aus dem Jahre 1761
- Casa Toaldo aus dem 18. Jahrhundert
- Ca' Dal Ferro aus dem 15. Jahrhundert